# Tractat de París (1856)
El tractat de París de 1856 va donar per finalitzada la Guerra de Crimea, on l'Imperi Rus es va enfrontar contra l'Imperi Otomà, França, Regne Unit i el Regne de Sardenya. El tractat, signat el 30 de març, convertia el mar Negre en territori neutral, prohibint el pas als vaixells de guerra i la presència de fortificacions i armament en les seves ribes. El tractat va suposar un dur revés per a la influència russa a la regió.
El Principat de Moldàvia i Valàquia romandrien sota el domini dels otomans, però els serien concedides constitucions i assemblees nacionals, que havien de ser supervisades per les potències vencedores. Es va projectar un referèndum per conèixer l'opinió de la gent respecte a la unificació. Moldàvia va rebre el sud de Bessaràbia (Budjaka).
El tractat també va desmilitaritzar les Illes Åland al mar Bàltic, que pertanyien al Gran Ducat de Finlàndia, que al seu torn pertanyia a l'Imperi Rus. La fortalesa de Bormasund havia estat destruïda per les forces franceses i britàniques el 1854 i l'aliança va voler prevenir-ne l'ús com a base militar russa. La pau de París va confirmar la derrota de Nicolau I de Rússia.
- Rússia va perdre el territori que li havia estat concedit a la desembocadura del Danubi.
- Va ser forçada a abandonar les aspiracions de protegir els cristians de l'Imperi Otomà (igual que França).
- Rússia també va perdre la seva influència sobre els principats romanesos, que, juntament amb Sèrbia, van obtenir una major independència.
- Es van abolir les patents de cors, per no fer servir mercenaris a les ordres dels comandaments militars dels països.